# Haunted (песня Тейлор Свифт)

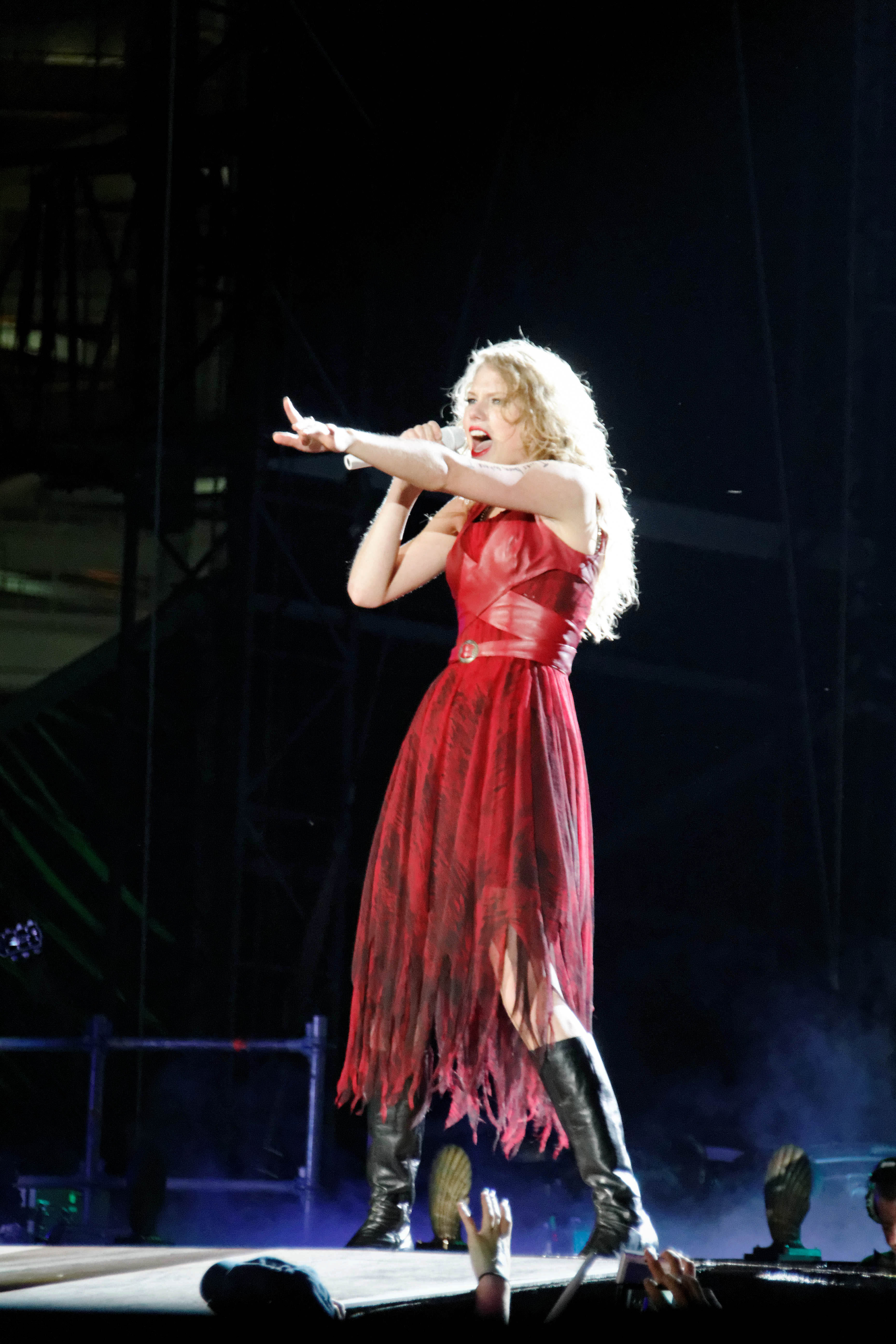
Свифт исполняет «Hanuted» на Speak Now World Tour (2011—12)

«Haunted» — песня американской певицы Тейлор Свифт, написанная ею самостоятельно и спродюсированная совместно с Нейтаном Чапманом для третьего студийного альбома Speak Now. Выход песни состоялся вместе с альбомом 25 октября 2010 года. Вдохновлённая тревожным осознанием, песня рассказывает о томительных чувствах после разрыва отношений. «Haunted» представляет собой арена-рок и готик-рок-трек с оркестровой аранжировкой; он включает в себя составной инструментальный рифф и плотную перкуссию. Критики в первую очередь похвалили песню за вокал, лирику песни и продюсирование, хотя некоторые сочли её недостаточной.
Акустическая версия «Haunted», первоначально включённая в делюкс-издание Speak Now, была выпущена для скачивания Big Machine Records 8 ноября 2011 года. Песня попала в чарты Канады и США, где получила золотой сертификат, а также Австралии. Свифт включила трек в сет-лист своего мирового тура Speak Now World Tour (2011—2012) и исполняла его на некоторых концертах своих последующих гастролей. После спора о праве собственности на бэк-каталог Свифт в 2019 году она перезаписала песню под названием «Haunted (Taylor’s Version)» для альбома Speak Now (Taylor’s Version) (2023).

## История
Тейлор Свифт начала работу над своим третьим студийным альбомом Speak Now (2010) за два года до его выхода. Она задумала альбом как сборник песен о том, что она хотела, но не смогла сделать с людьми, которых встретила в реальной жизни. Speak Now был написан исключительно Свифт, которая выступила сопродюсером вместе с Нейтаном Чапменом. Свифт вдохновилась на написание песни «Haunted» после пробуждения от тревожного осознания того, что её любимый человек отдаляется. В связи с этим она решила, что музыка должна «отражать интенсивность эмоций песни», и пригласила английского музыканта Пола Бакмастера для аранжировки струнных. Они оба записали струнные на студии Capitol Studios в Лос-Анджелесе.
27 декабря 2017 года песня получила золотой сертификат Американской ассоциации звукозаписывающей индустрии (RIAA) за достижение 500 000 единиц в США. В ноябре 2023 года акустическая версия получила золотой сертификат Австралийской ассоциации звукозаписывающей индустрии (ARIA) за продажу более 35 000 единиц в Австралии; оригинал также получил этот сертификат в январе 2024 года.

## Композиция
Длительность песни «Haunted» составляет 4 минуты 2 секунды. Она имеет оркестровую аранжировку с размашистыми скрипками, напряжёнными акцентами и драматическими вторичными мелодиями. В композицию включены чередующиеся восьмые ноты в оркестровых струнных и активная электрогитара, которые смешиваются, чтобы создать беззастенчивый композиционный инструментальный рифф. В ней также присутствует тяжёлая перкуссия с настойчивой линией ударных.
Критики сочли песню одним из треков Speak Now, экспериментирующих за пределами кантри-стиля Свифт. Нейт Джонс из Vulture описал музыку как «готик-рок в стиле Evanescence», а журналист The New York Times Джон Караманика назвал её «гимническим арена-роком». Музыковед Джеймс Э. Пероун сказал, что песня сочетает арена-рок и современный стиль с «большой постановкой и музыкальным театром». Крис Уиллман из Yahoo! Music заявил, что «Haunted» — самый драматичный в музыкальном плане трек в альбоме, и посчитал, что в нём есть «черты Evanescence». Мэтт Бьорк из Roughstock согласился с ним и приписал это настроение груву песни. Ройсин О’Коннор из The Independent написала, что ряд музыкальных элементов слишком драматичен для Свифт. Ханна Дейли из Billboard и Джеймс Реттиг из Stereogum посчитали, что песня уклонилась в поп-панк. Для The Morning Call Джон Мозер написал отзыв, где отметил, что песня имеет «почти эмо-вайб и драматический подход».
Текст песни «Haunted» повествует о конце отношений: героиня Свифт умоляет своего возлюбленного не бросать её. Возлюбленный уходит от неё, и она мучается из-за последствий их отношений: «Что-то пошло ужасно не так/Ты — все, что я хотела». Она также не может забыть роман. Дэйв Хитон из PopMatters считает, что песня напоминает фильм Хичкока «Головокружение» (1958) и заставляет «расставание звучать как смерть».

## Отзывы
Ранние и ретроспективные отзывы о «Haunted» были в целом положительными, некоторые критики высоко оценили вокальные данные Свифт. Мозер счёл песню «впечатляющим изменением» и решил, что голос Свифт, «перегруженный и трещащий», был эффективным. Уиллман, написавший рецензию для Variety, считает, что именно в этом месте Свифт «почувствовала девичью пронзительность в голосе», которая, хотя и не является технически искусной, «не означает, что мы не можем почувствовать приступ причудливой ностальгии» по её чрезмерному исполнению трека. Автор газеты Los Angeles Times Энн Пауэрс похвалила Свифт за то, как она справилась с кульминацией песни.

## Живые выступления
25 ноября 2010 года Свифт исполнила песню «Haunted» во время специальной программы NBC Speak Now Thanksgiving Special, которая проходила в Доме психопатов в Universal Studios Hollywood; её сопровождала группа со струнной секцией. Лариша Пол из Rolling Stone высоко оценила эмоциональность и уязвимость исполнения. Свифт включила песню в сет-лист своего второго хедлайнерского тура Speak Now World Tour (2011—2012), где воздушные танцоры спускались с массивных колоколов, по которым Свифт била молоточками во время исполнения. Кевин Коффи из Omaha World-Herald сообщил, что сет этой песни был самым большим за весь концерт, и в нём голос Свифт был исключительно сильным.
Свифт исполняла песню «Haunted» вне сет-листов своих последующих туров. Она была исполнена во время первого шоу в Глендейле в рамках её Red Tour (2013—14) и второго шоу в Ландовере в рамках Reputation Stadium Tour (2018). В рамках Eras Tour (2023—24) Свифт исполнила песню как самостоятельный трек с акустической гитарой на первом шоу в Детройте и как мэшап с её песней «Exile» (2020) с фортепиано на третьем шоу в Сиднее.

## Чарты
| Чарт (2010—2011)                    | Высшая позиция |
| ----------------------------------- | -------------- |
| Канада (Billboard Canadian Hot 100) | 61             |
| США (Billboard Hot 100)             | 63             |

## Сертификации
| Регион                                                                      | Сертификация | Продажи |
| --------------------------------------------------------------------------- | ------------ | ------- |
| Австралия (ARIA)                                                            | Золотой      | 35 000  |
| Австралия (ARIA) · Acoustic version                                         | Золотой      | 35 000  |
| США (RIAA)                                                                  | Золотой      | 500 000 |
| Данные о продажах + прослушиваниях приведены только на основе сертификации. |              |         |

## Haunted (Taylor’s Version)
Перезаписанная версия песни «Haunted» под названием «Haunted (Taylor’s Version)» была выпущена 7 июля 2023 года на Republic Records в рамках альбома Speak Now (Taylor’s Version), третьего перезаписанного альбома Свифт.

### Чарты
| Чарт (2023)                              | Высшая позиция |
| ---------------------------------------- | -------------- |
| Австралия (ARIA)                         | 48             |
| Канада (Billboard Canadian Hot 100)      | 55             |
| Мир (Billboard Global 200)               | 53             |
| Филиппины (Billboard)                    | 25             |
| Сингапур (RIAS)                          | 20             |
| Великобритания (UK Streaming Chart, OCC) | 83             |
| США (Billboard Hot 100)                  | 50             |
| США (Billboard Hot Country Songs)        | 22             |

### Комментарии
1. ↑  Авторство принадлежит Бриттни Маккенна из журнала Billboard[15], Мэри Сироски и сотрудникам Consequence,[16], Джону Дж. Мозеру из The Morning Call,[17], Джону Караманике из The New York Times[18], Сэму Содомски из Pitchfork[19] и Джеймсу Реттигу из Stereogum[20].